# Bienni Progressista
El Bienni Progressista és el període del Regnat d'Isabel II d'Espanya transcorregut entre juliol de 1854 i juliol de 1856, durant el qual el Partit Progressista pretenia reformar el sistema polític del regnat d'Isabel II, dominat pel Partit Moderat des de 1844, aprofundint en les característiques pròpies del règim liberal.
El 1854 es va nomenar Espartero com a primer ministre, i aquest va formar el govern en coalició amb Leopoldo O'Donnell. Van promulgar la llei municipal que permetia l'elecció directa dels alcaldes. Van realitzar una nova constitució que no va ser promulgada: La Constitució del 56. Era una constitució molt democràtica: promulgava el sufragi censatari molt ampli; el govern emana del parlament, no del rei. La constitució va ser acompanyada d'alguns decrets que garantien la llibertat d'associació i va reiniciar la desamortització i venda de les terres comunals.
La desamortització de Madoz va permetre al govern progressista espanyol obtenir una garantia per obtenir un préstec de la banca estrangera (la hisenda estatal estava en dèficit crònic).
Llei de Ferrocarrils: Espanya necessita el ferrocarril, i com que no hi ha capital nacional disposat a invertir, l'estat ha de patrocinar la construcció: entrega el negoci als inversors estrangers, l'estat va pagar la construcció del ferrocarril als Pereire. Fent això, Espanya va perdre l'oportunitat d'engegar una indústria siderúrgica.
El juliol del 1856 a Barcelona i a les ciutats industrials del Vallès s'inicia una vaga general. Els industrials s'espanten i exigeixen al govern un augment de la repressió. El govern de Madrid es trenca, O'Donnel abandona Espartero, fa un pronunciament i exigeix a la reina que retorni el poder a Narváez.